# Temporär Esprit
Temporär Esprit ist ein deutscher Experimentalfilm des Regisseurs Joscha Baltha aus dem Jahr 2016.

## Handlung
In dem völlig frei angelegten Improvisationsprojekt reagieren die Teilnehmer auf eine von Baltha verfasste Aussage: „Man hat auf das Heute, das Jetzt zu reagieren und möglich ist dies nur mit Beliebigkeit oder Nichts“. Somit ergibt sich eine unvorhersehbare Szenenfolge.

## Kritik
„Ambivalenz ist ja auch der Kern des Projekts ‚Temporär Esprit‘. Man könnte mit Ulli Lommel darüber reden, ob der Film ein aufregender Impulsgeber ist, eine irritierend anziehende Gedankenreise, oder einfach nur ein großer Schmarrn. Joscha Baltha hält alles offen. ‚Konkrete Antworten wären ja gelogen‘“.